# 朴定洙
朴 定洙（パク・チョンス、朝鮮語: 박정수、1932年2月9日 - 2003年3月24日）は、大韓民国の政治家。第10・11・13・14・15代韓国国会議員。初代外交通商部長官。本貫は密陽朴氏。キリスト教徒。
政治学者、第9代国会議員の李範俊は妻。2人は1957年、アメリカでの留学中にワシントンで結婚した。

## 経歴
1932年2月9日、日本統治時代の朝鮮で慶尚北道の金泉に生まれた。延世大学校政治・外交学科を卒業後に渡米し、ジョージタウン大学で行政学の学士号、アメリカン大学大学院で経済学の修士と行政学の博士を取得した。1965年9月に帰国。帰国後に国民大学校教授、明知大学校法政大学長、丁一権国務総理特別補佐官、無任所長官特別補佐官を務めた。
1978年12月12日に実施された第10代総選挙に金載圭の勧めで無所属で立候補して当選し、その後も4回再選された。任期中にワールドカップ誘致国会支援団会長、列国議会同盟代表団団長、執行委員、副議長、国連加入韓国代表団特別顧問、対米議会国会使節団団長、国会外務統一委員会委員長を務めた。
1998年3月3日から1998年8月4日までに金大中政権で初代外交通商部長官を務めた。在任中には韓国とロシア間の外交紛争により就任5か月だけで突如更迭された。
2003年3月24日、持病の大腸癌により71歳で死去した。

## 賞勲
- 修交勲章 興仁章